# مخطط العين
مخطط العين هو مخطط أو رسم بياني يستخدم لقياس حدة البصر. غالبا ما تستخدم مخططات العين من قِبل العاملين في مجال الرعاية الصحية، مثل فاحصي النظر، والأطباء أو الممرضات، لفحص الأشخاص ضعيفي الرؤية. أطباء العيون وهم الأطباء المتخصصين في العين، يستخدمون أيضا مخططات العين لمراقبة حدة بصر مرضاهم لقياس استجابتهم للعلاجات المختلفة مثل الأدوية أو الجراحة.
يتم وضع المخطط على مسافة موحدة بعيدا عن الشخص الذي يجري اختبار رؤيته. ثم يحاول شخص للتعرف على الرموز على المخطط، بدءا من الرموز الأكبر وتتسمر الرموز في الصغر تدريجيًا حتى لا يتمكن الشخص من تحديد الرموز. أصغر الرموز التي يمكن تحديدها بثقة هي التي تعبر عن حدة البصر الشخص.

مخطط سنيلين نموذجي. وضعه في الأصل طبيب العيون الهولندي هيرمان سنيلين في عام 1862، لتقدير حدة البصر. عندما تطبع في هذا الحجم، حرف E على السطر الأول سيكون 88.7 ملم (3.5 بوصة) طويل القامة، ويمكن أن ينظر اليها على مسافة 20 قدم (= 609.6 سم، أو 6.09600 متر)، يمكنك تقدير نظرك على أساس أصغر خط يمكنك قراءته.

الرسم البياني سنيلين هو الأكثر استخداما على نطاق واسع. ويشتمل أنواع عديدة من الرسوم البيانية العين على الرسم البياني logMAR،الرسم البياني اندولت C، E ، واختبار لي، جدول جولوفان-سيفتسيف، الرسم البياني روزنباوم، والرسم البياني جايجر.

## الإجراء
تعرض الرسوم البيانية عدة صفوف من أنواع المرئيات (optotypes )، التي هي رموز موحدة لاختبار الرؤية. تكون هذه المرئيات عادة إما حروف، أرقام، أو رموزا هندسية. يعرض كل صف على الرسم البياني حجم مختلف من المرئيات. عادة ما تكون أكبرها في الصف العلوي. وتصبح هذه المرئيات أصغر تدريجيا كلما اتجهنا نحو أسفل الرسم البياني.
يزيل الشخص النظارات أو أي متعلقات، ويقف أو يجلس على مسافة موحدة من الرسم البياني (على سبيل المثال، 20 قدما للتخطيط سنيلين). ثم يُطلب من الشخص لتحديد الرموز على الرسم البياني، بدءا من الصفوف الكبيرة والاستمرار في صفوف أصغر حتى يصل إلى رموز لا يمكن تحديدها بشكل موثوق به بعد. الصف الذي يمكن للخص التعرف على رموزه بثقة هوالذي يعول عليه في معرفة حدة البصر.
يتم اختبار عين واحدة في مرة واحدة. عمليا، يتم ذلك عن طريق تغطية العين الأخرى باليد أو قطعة من الورق، أو مجداف صغيرة. بعد الاختبار دون نظارات أو متعلقات أخرى، يتكرر الاختبار بعد أن يضعهم، إن وجدت. في كثير من الأحيان، فإن استخدام مثل هذه العدسات الانكسارية تصحح حدة الإبصار إلى حالتها الطبيعية. يمكن تصحيح الأخطاء الانكسارية باستخدام المثقاب. إذا تحسنت حدة الإبصار باستخدام الثقوب، والعدسات الانكسارية فيمكن استخدامها . يمكن للتحديق تحقيق نفس تأثير المثقاب.
مع الرسم البياني سنيلين، يتم تسجيل حدة الإبصار ككسر من 20 في البسط (الرقم الأعلى) والقيم التي تتراوح 10-600 في المقام (الرقم السفلي). القاسم يشير إلى المسافة التي يمكن لشخص مع رؤية طبيعية أن يقف عندها لتحديد نفس الرموز التي يستطيع الشخص الذي تم اختباره تحديدها بشكل صحيح. على سبيل المثال، يعتبر حدة البصر 20/20 الحدة الطبيعية. أي حدة الإبصار مع قاسم أكبر من 20 يشير إلى وجود عيب في حدة البصر، القواسم الأكبر تعكس عيوبا أكثر شدة. بعض الناس لديهم حدة الإبصار أفضل من المعتاد، مثل 20/15.
من الناحية التقنية، اختبار حدة الإبصار بواسطة مخطط العين هو قياس نفسي وبدني الذي يحاول تحديد العتبة الحسية .

## التنوعات

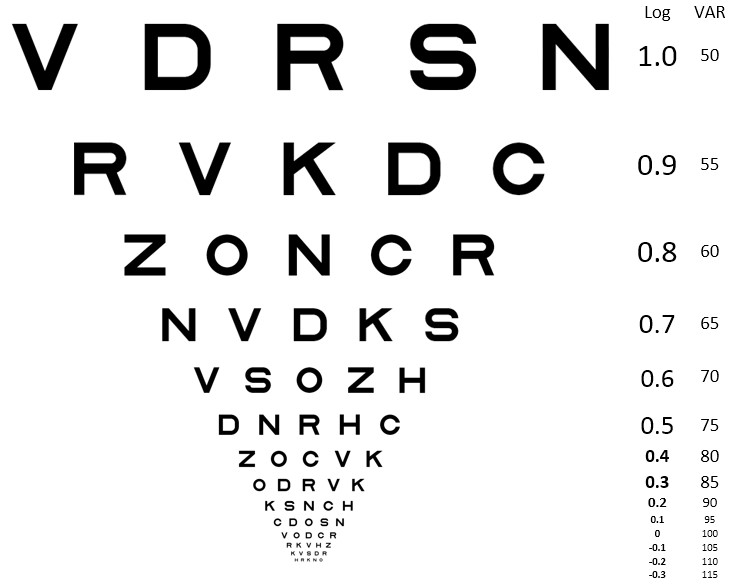
الرسم البياني logMAR مع القيم VAR مسجلة

أنواع عديدة من المخططات العين موجودة وتستخدم في حالات مختلفة. على سبيل المثال، تم تصميم مخطط سنيلين للاستخدام على بُعد 6 أمتار أو 20 قدما، وبالتالي فهي مناسبة لاختبار مسافات الرؤية. هناك غالبا حاجة لاختبار رؤية الأشياء عن قرب وفي المهام المهنية (مثل القراءة أو استخدام الكمبيوتر) أيضا. لهذه الحالات، رسم روزنباوم أو جايجر البياني يمكن استخدامهما.
بينما يبقى الرسم البياني سنيلين به قصور، جادل بعض المؤلفين أن الرسم البياني logMAR هو الأفضل. يعرض الرسم البياني logMAR نفس العدد من الرموز في كل سطر، ويستخدم الخط مع الحروف التي تبقى مقروءة في أحجام مختلفة، عن طريق تغيير الحجم برمز لوغاريتمي، مما يسهل استخدامها على مسافات غير قياسية. نتيجة لهذه التحسينات، تم تقديم الرسم البياني logMAR كأداة أكثر ثقة لقياس حدة البصر. ومع ذلك، لم يتم بعد اعتماد المخطط logMAR على نطاق واسع.
يمكن أن يكون من الصعب قياس حدة الإبصار عند الرضع والأطفال الصغار والبالغين الأميين. ولكن هناك رسوم بياناية خاصة للعين يمكن استخدامها. يستخدم أحد هذه الرسوم صور بسيطة أو أشكال. رسوم أخرى تطبع الحرف "E" ملتفا في اتجاهات مختلفة، ما يسمى ب تراجع E.

أربعة رموز تراجع E

يشير المريض ببساطة التي اتجاه كل حرف "E". الرسم البياني لندُلت C مشابه: صفوف من الددوائر مع أجزاء مختلفة مفقودة، ويصف الشخص الخاضع للاختبار حيث يقع الجزء المفقود. يقلل النوعان الأخيران من احتمال تخمين المريض للصور.

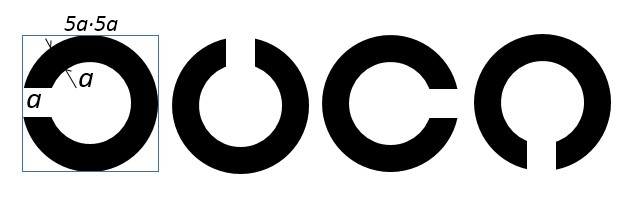
مخطط لندُلت c

## البدائل

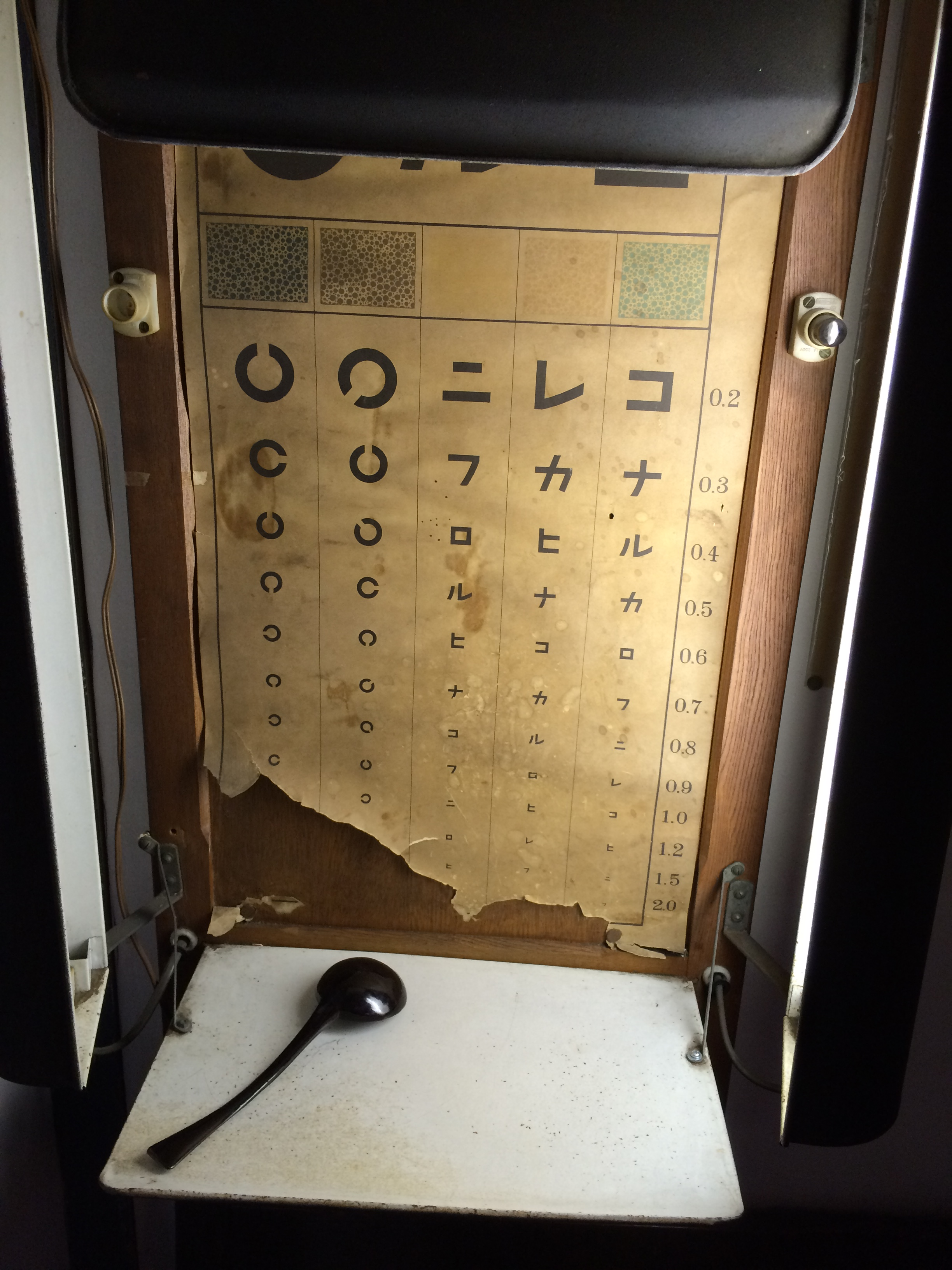
مخطط ياباني للعين

قد تطورت البدائل المعتمدة على الحاسوب شبه التلقائي لمخطط العين، ولكنها ليست شائعة جدا. لهذه البدائل العديد من المزايا المحتملة، مثل قياس أكثر دقة وأقل تحيزًا عن الفاحص.إذا كان الشخص، وبخاصة الأطفال الصغار، غير قادر على التعاون مع اختبار حدة البصر باستخدام مخطط العين، يمكن أن يتجه الفاحص إلى سؤال الأبوين عن العيوب البصرية المحتملة في حالة أن الطفل يبدو برؤية جيدة . فكرة أن الطفل يمكن أن يحمل الأشياء بالقرب من وجهه عند محاولة التركيز. يمكن تقدير خطأ الانكسار من خلال التصوير الفوتوغرافي، وتسمى تقنية مسح الصورة (photoscreening).